# Massamba Kilasu
Massamba Kilasu (22 dicembre 1950 – 25 giugno 2020) è stato un calciatore della Repubblica Democratica del Congo, di ruolo centrocampista.

## Carriera
Insieme alla Nazionale di calcio della Repubblica Democratica del Congo si qualificò e partecipò al campionato del mondo 1974.